# میکسو پاتلاینن
میکسو پاتلاینن (فنلاندی: Mixu Paatelainen؛ زادهٔ ۳ فوریهٔ ۱۹۶۷) بازیکن سابق و مربی فوتبال اهل فنلاند است.
از باشگاه‌هایی که در آن بازی کرده‌است می‌توان به باشگاه فوتبال سنت میرن، باشگاه فوتبال بولتون واندررز، باشگاه فوتبال سنت جانستون، باشگاه فوتبال هیبرنین، باشگاه فوتبال استراسبورگ، باشگاه فوتبال هاکا، باشگاه فوتبال ولورهمپتون واندررز، باشگاه فوتبال داندی یونایتد، و باشگاه فوتبال آبردین اشاره کرد.
وی همچنین در تیم ملی فوتبال فنلاند بازی کرده‌است.